# ハロウィン (フルアルバム)
『ハロウィン』（Helloween）は、ドイツのヘヴィメタルバンド、ハロウィンが2021年に発表したアルバム。

## 解説
カイ・ハンセンとマイケル・キスクがバンドに復帰し、7人体制になって初のアルバム。
アルバムタイトルは、サシャ・ゲルストナーの提案による。
インゴ・シュヴィヒテンバーグのドラムキットを使い、『マスター・オブ・ザ・リングス』や『タイム・オブ・ジ・オウス』等を収録した際のモジュレータを使用してレコーディングされた。アートワークには、7つの鍵、フードを被った男、ラッパ等、これまでの作品でアートワークに使用されたモチーフが描かれており、原点回帰とも言える作品である。

## 収録曲
1. アウト・フォー・ザ・グローリー - OUT FOR THE GLORY
（M/L：Michael Weikath）
2. フィア・オブ・ザ・フォールン - FEAR OF THE FALLEN
（M/L：Andi Deris）
3. ベスト・タイム - BEST TIME
（M/L：Sascha Gerstner・Andi Deris）
4. マス・ポリューション - MASS POLLUTION
（M/L：Andi Deris）
5. エンジェルズ - ANGELS
（M/L：Sascha Gerstner）
6. ライズ・ウィズアウト・チェインズ - RISE WITHOUT CHAINS
（M/L：Andi Deris）
7. インディストラクティブル - INDESTRUCTIBLE
（M/L：Markus Grosskopf）
8. ロボット・キング - ROBOT KING
（M/L：Michael Weikath）
9. サイアナイド - CYANIDE
（M/L：Andi Deris）
10. ダウン・イン・ザ・ダンプス - DOWN IN THE DUMPS
（M/L：Michael Weikath）
11. オービット - ORBIT
（M：Kai Hansen）
12. スカイフォール - SKYFALL
（M/L：Kai Hansen）

### 日本盤・海外版共通ボーナス・トラック
1. ゴールデン・タイムズ - GOLDEN TIMES
（M/L：Sascha Gerstner）
2. セイヴ・マイ・ハイド - SAVE MY HIDE
（M/L：Andi Deris）

### 日本盤ボーナス・トラック
1. パンプキンズ・ユナイテッド - PUMPKINS UNITED
（M/L：Kai Hansen・Andi Deris・Michael Weikath）
2. ウィー・アー・リアル - WE ARE REAL
（M/L：Markus Grosskopf）

※『ハロウィン～完全版～』収録

## 参加ミュージシャン
- アンディ・デリス - vocals
- マイケル・キスク - vocals
- カイ・ハンセン - vocals・guitar
- マイケル・ヴァイカート - guitar
- サシャ・ゲルストナー - guitar
- マーカス・グロスコフ - bass
- ダニ・ルブレ - drums